# Federació Angolesa de Futbol
La Federació Angolesa de Futbol (portuguès: Federação Angolana de Futebol; FAF) és la institució que regeix el futbol a Angola. Agrupa tots els clubs de futbol del país i es fa càrrec de l'organització de la Lliga angolesa de futbol i la Copa. També és titular de la Selecció de futbol d'Angola absoluta i les de les altres categories.
Va ser fundada el 1979.
- Afiliació a la FIFA: 1980
- Afiliació a la CAF: 1980